# Землетрус у Бадахшані (2023)
21 березня 2023 року о 21:17  AFT (16:47  UTC ) стався землетрус силою 6,5 епіцентр знаходився в 40 км на південний схід від Джурма, Афганістан.  Підземні поштовхи також відчувались в Пакистані та у сусідніх країнах. Дані про жертви та постраждалих ще не оприлюднені.
Повідомлення про підземні поштовхи внаслідок землетрусу надходили аж до Нью-Делі.

## Інтенсивність
Геологічна служба США повідомила, що магнітуда була 6,5, тоді як метеорологічна служба Пакистану заявила, що землетрус був магнітудою 7,7.  В Індії підземні поштовхи відчувалися в Кашмірі, Чандігарху та Делі. у Пакистані підземні поштовхи відчувалися в Ісламабаді, Равалпінді, Лахорі, Кветті, Саргоді, Міанвалі, Пешаварі, Кохаті, Сваті, Читралі, Дірі та Шанглі, також постраждали частини Китаю та Таджикистану.